# Ranuccio Farnesio (cardenal)
Para otras personas del mismo nombre, véase Ranuccio Farnesio.
Ranuccio Farnesio (en italiano: Ranuccio Farnese; Valentano, 11 de agosto de 1530-Parma, 29 de octubre de 1565) fue un prelado italiano, cardenal de la Iglesia católica.

## Biografía
Hijo de Pedro Luis Farnesio y de Girolama Orsini, nació en Valentano.  Cuando tenía cuatro años de edad, su abuelo paterno fue elegido papa como Paulo III, y Ranuccio fue encaminado a la carrera eclesiástica, en la que ascendió rápidamente gracias a la influencia familiar.  
Ese mismo año fue nombrado prior de Orden de Malta en San Giovanni dei Forlani (Venecia); a los siete, comendador de S. Maria del Tempio (Bolonia) por renuncia en su favor del cardenal Pietro Bembo; y a los quince, en el consistorio de 1545, fue creado cardenal; recibió el título de Santa Lucía en Silice, que posteriormente cambió por los de Santo Ángel en Pescheria (1546) y Sabina (1565). Por su corta edad fue llamado el cardenalino.
También fue administrador de las archidiócesis de Nápoles, Bolonia y Rávena, Patriarca de Constantinopla, penitenciario mayor, arcipreste de San Juan de Letrán y cardenal elector en los cónclaves en que fueron elegidos papas Julio III, Marcelo II, Paulo IV y Pío IV,  entre otros muchos cargos eclesiásticos.  Ranuccio protegió a Federico Commandino, traductor de diversos trabajos matemáticos del griego antiguo.
Hermano y sobrino suyo eran, respectivamente, los duques de Parma Octavio y Alejandro Farnesio. 
Fallecido en Parma a los treinta y cinco años, fue sepultado temporalmente en la catedral de esta ciudad, de donde posteriormente fue trasladado al panteón familiar en la isla Bisentina.  